# Ліщинський Віталій Володимирович
Віталій Володимирович Ліщинський (нар. 3 липня 1982, Тернопіль) — український борець греко-римського стилю, бронзовий призер чемпіонату Європи, переможець Кубку світу. Майстер спорту України міжнародного класу.

## Біографія
Боротьбою займається з 1993 року. Тренуватися почав 11-річним хлопцем у Тернополі у молодого тоді 18-річного тренера Андрія Телебана (нині Заслужений тренер України), потім тренувався у Заслуженого тренера України Володимира Новохатька. Професійним борцем вирішив стати в 1996 році після перегляду Олімпійських ігор в Атланті (США).
На початку 2000 року покинули Тернопіль тренери Володимир Новохатько та Олег Баламутов. Вони переїхали до Миколаєва, де були створені кращі умови для тренувань. Вслід за ними туди переїхав і Віталій Ліщинський. Тренувався в Миколаївській обласній організації ФСТ «Динамо» України. У 2003 році вперше стартував на спартакіаді України серед дорослих і зайняв друге місце. У 2007 році в складі збірної України здобув перемогу на Кубку світу в Анталії (Туреччина). Переміг не тільки в команді, а й в особистому заліку. На чемпіонаті Європи-2009, який відбувався в Литві, здобув «бронзу», програвши у півфіналі олімпійському чемпіону, росіянину Олексію Мішину, та вигравши сутичку за третє місце в естонця. Через численні травми, що переслідували Віталія з 2004 року, не зміг взяти участь у багатьох міжнародних змаганнях, включно з чемпіонатами світу і Олімпійськими іграми. Особливо часто дошкуляло розтягнення зв'язок правого плеча. Після завершення кар'єри спортсмена, став тренером. Працював у Миколаївській дитячо-юнацькій спортивній школі «Динамо», в Тернопільській міській комунальній дитячо-юнацькій спортивній школі. Наставник срібного призера чемпіонату світу серед молоді Андрія Антонюка.

## Спортивні результати на міжнародних змаганнях

### Виступи на Чемпіонатах Європи
| Змагання                         | Збірна  | Вагова категорія                 | Місце  |
| -------------------------------- | ------- | -------------------------------- | ------ |
| Чемпіонат Європи з боротьби 2007 | Україна | Греко-римська боротьба, до 84 кг | 11     |
| Чемпіонат Європи з боротьби 2009 | Україна | Греко-римська боротьба, до 84 кг | Бронза |

### Виступи на Кубках світу
| Змагання                    | Збірна  | Вагова категорія                 | Місце  |
| --------------------------- | ------- | -------------------------------- | ------ |
| Кубок світу з боротьби 2007 | Україна | Греко-римська боротьба, до 84 кг | Золото |

### Виступи на інших змаганнях
| Змагання                                   | Збірна  | Вагова категорія                 | Місце  |
| ------------------------------------------ | ------- | -------------------------------- | ------ |
| Гран-прі Німеччини з боротьби 2007         | Україна | Греко-римська боротьба, до 84 кг | 9      |
| Всесвітні ігри військовослужбовців 2007    | Україна | Греко-римська боротьба, до 84 кг | Бронза |
| Кубок Арво Хаавісто 2011                   | Україна | Греко-римська боротьба, до 84 кг | Золото |
| Золотий Гран-прі з боротьби 2012 (Стамбул) | Україна | Греко-римська боротьба, до 84 кг | 14     |
| Вогні Москви 2012                          | Україна | Греко-римська боротьба, до 84 кг | Бронза |